# ريان برانت (لاعب كرلنغ)
ريان برانت (بالإنجليزية: Ryan Brunt)‏ هو لاعب كرلنغ أمريكي، ولد في 18 نوفمبر 1985 في بورتاغ في الولايات المتحدة.

## وصلات خارجية
- ريان برانت على موقع الاتحاد الدولي للكرلنغ (الإنجليزية)
- ريان برانت على موقع اللجنة الأولمبية والبارالمبية الأمريكية (الإنجليزية)